# Stefan Mazrocis
Stefan Mazrocis (* 18. April 1967) ist ein englisch-niederländischer Snookerspieler, der zwischen 1991 und 2009 mit einigen Unterbrechungen insgesamt 13 Spielzeiten lang auf der Profitour spielte. In dieser Zeit erreichte er unter anderem 1992 das Finale eines Strachan-Challenge-Events, das Viertelfinale des Asian Classics 1996 und das Achtelfinale der Snookerweltmeisterschaft 1997. Auf der Snookerweltrangliste wurde er zeitweise auf Rang 65 geführt. Daneben kann Mazrocis auch auf Amateurebene vorweisen, gewann er doch zum Beispiel die Europameisterschaft 1988 und vier Mal die niederländische Snooker-Meisterschaft.
Mazrocis wurde 1967 als Sohn einer englischen Mutter und eines lettischen Vaters geboren, je nach Angaben in oder bei der englischen Großstadt Leicester oder aber in den Niederlanden. In jedem Falle wuchs er in Leicester auf und trainierte dort im Willie Thorne Snooker Club, dessen Clubmanager Malcolm Thorne Mazrocis förderte. Ab Mitte der 1980er konnte er bei englischen Amateurturnieren und nach und nach auch auf internationaler Ebene Erfolge erzielen. 1987 wurde er U21-Vize-Weltmeister, 1988 gewann er die Europameisterschaft den Herren. Drei Jahre später wurde er Profispieler. Der zunächst für England antretende Mazrocis hatte zwar stets Probleme, die umfangreichen Qualifikationsrunden zu überstehen, aber Mitte der 1990er konnte er dennoch einige Erfolge erzielen. 1992 verlor er im Finale des ersten Events der Strachan Challenge gegen Joe Swail, 1995 erreichte er die Hauptrunde der Snookerweltmeisterschaft und 1996 das Viertelfinale des Asian Classics. Bekanntheit erlangte er in der Hauptrunde der Snookerweltmeisterschaft 1997, als ihm überraschend ein Sieg über den favorisierten Peter Ebdon gelang.
Mehr oder weniger durchgängig in den Top 100 und zeitweise sogar auf Platz 65 geführt, schaffte es Mazrocis, sich zehn Spielzeiten lang durchgängig auf der Profitour zu halten. Erst 2001 waren die frühen Niederlagen zu viel geworden und er verlor die Berechtigung zur Teilnahme an der Snooker Main Tour. Danach war er bemüht darin, sich wieder für die Main Tour zu qualifizieren. 2002, 2004 und 2008 gelang ihm über verschiedene Qualifikationsturniere tatsächlich die Rückkehr, er konnte sich jeweils aber nur eine Spielzeit lang auf der Profitour halten. Gleichzeitig feierte er als Amateur wieder mehrere Erfolge. Seit 1997 bereits in den Niederlanden wohnhaft, beschloss Mazrocis Ende 2003 oder Anfang 2004, fortan für die Niederlande anzutreten. Daraufhin gewann er vier Mal die niederländische Snooker-Meisterschaft und ein weiteres Mal die Ü40-Ausgabe, weitere gute Resultate erzielte er bei verschiedenen internationalen Meisterschaften. Erst nach 2009 wurde es um Mazrocis ruhiger. Danach arbeitete er unter als Snooker-Nationaltrainer Singapurs und als Trainer in einem Club nahe Leicester. Als Amateur trat er in den 2010ern unter anderem bei verschiedenen Ü40-Turnieren an, wobei er ab irgendwann nach 2009 wieder für England spielte. Mitunter als bester niederländischer Snookerspieler bezeichnet, galt Mazrocis’ Spiel als „sehenswert“, wenngleich ihm ab den 2000ern Probleme mit den Augen das Spielen erschwerten.

## Karriere

### Bis 1991: Anfänge
Mazrocis’ genauer Geburtsort ist unbekannt. Die britische Boulevardzeitung The Mirror nannte 1997 die englische Großstadt Leicester, der Autor Elliott West nennt das nahe Leicester gelegene Dorf Blaby als Geburtsort. Der Irish Independent bezeichnete Mazrocis dagegen als in den Niederlanden geborenen Spieler, ebenso die englische Yorkshire Post. In jedem Falle ist Mazrocis der Sohn einer englischen Mutter und eines aus dem heutigen Lettland stammenden Vaters, der als Flüchtling nach Westeuropa emigriert war. Mazrocis selbst wuchs im englischen Leicester auf, einer Stadt mit vielen Snookerhallen und -spielern. Erste Erfahrungen sammelte er im Willie Thorne Snooker Club, dem Snookerclub des Profispielers Willie Thorne, dessen Bruder und Clubmanager Malcolm Thorne Mazrocis förderte. Dort trainierte er unter anderem zusammen mit späteren Spitzenspielern wie Mark Selby und Tom Ford und anderen Profispielern wie Eddie Manning und Brian Cakebread. Gegen Mark Selby erzielte er in einem Trainingsspiel im Modus Best of 3 Frames zwei Maximum Breaks. Allein bis Ende Oktober 1990 gelangen ihm 20 Maximum Breaks.
Mazrocis selbst trat ab Mitte der 1980er-Jahre regelmäßig und erfolgreich bei britischen Amateurturnieren in Erscheinung. 1986 erreichte er das Halbfinale der Nord-Qualifikation der English Amateur Championship und der britischen U19-Meisterschaft, 1987 gewann er zunächst die Pontins Spring Open und verlor dann im Finale der U21-Amateurweltmeisterschaft gegen Jonathan Birch. Seinen endgültigen Durchbruch feierte er im nächsten Jahr, als er das Finale der Herren-Europameisterschaft mit 11:7 gegen Paul Mifsud gewann. 1990 verlor er dann noch das Finale der Süd-Qualifikation für das Endspiel der English Amateur Championship. Im November 1990 spielte er bei einem kleinen Amateurturnier die erste Total Clearance bei einem in Singapur ausgetragenen Turnier. Sein damaliger Manager war Dennis Stevenson. Wenig später nahm er als Favorit an der Amateurweltmeisterschaft 1990 teil, schied aber im Achtelfinale aus. Schließlich stand er 1991 noch einmal im Viertelfinale der Qualifikation für die English Amateur Championship. Parallele Teilnahme an der WPBSA Pro Ticket Series zur Qualifikation für die Profitour verliefen dagegen erfolglos. Auch ein eingereichter Antrag bei der WPBSA als professionellem Weltverband auf Mitgliedschaft und damit auf Teilnahme an der Profitour wurde abgelehnt. Trotzdem hatte er 1991 beim Herren-Einzel des World Masters erstmals Luft im Profisnooker schnuppern dürfen. Mit Siegen über Tony Knowles und Dave Harold gelangen ihm auch zwei Achtungserfolge. Nur wenig später öffnete sich die Profitour für alle interessierten Spieler. Mazrocis nutzte direkt diese Chance und wurde zur Saison 1991/92 Profispieler.

### 1991–2001: Durchgängige Profizeit
Mazrocis war jedoch nicht der einzige Spieler, der von diesem Angebot Gebrauch machte. Fortan mussten für alle Profiturniere umfangreiche Qualifikationsturniere ausgespielt werden; neue Profispieler mussten also mitunter über zehn Spiele gewinnen, um die lukrativen Hauptrunden der Profiturniere zu erreichen. Daran scheiterten viele Spieler, auch Mazrocis verlor in seiner Debütsaison in fast allen Turnieren in der Qualifikation. Nur bei der UK Championship erreichte er die Hauptrunde, was ihm immerhin Platz 144 auf der Snookerweltrangliste einbrachte. Später führte er aus, dass die umfangreichen Qualifikationen „hart“ und ein „richtiger Kampf“ gewesen seien. Insgesamt konnte er als Profispieler nur schwer an seine Erfolge als Amateurspieler anknüpfen und hatte Probleme, auf der Profitour sein Potenzial abrufen zu können. Dieses Problem hatte er auch in den nächsten Spielzeiten, auch wenn er durch seine vergleichsweise hohe Weltranglistenposition bei allen Turnieren einige Qualifikationsrunden überspringen konnte. Nun erreichte er zumindest ab und zu die Hauptrunde der Profiturniere oder schied erst knapp davor aus, wie zum Beispiel bei der Snookerweltmeisterschaft 1994. Insbesondere bei kleineren Turnieren konnte er auch Erfolge erzielen. So erreichte er das Achtelfinale der Benson and Hedges Championship 1993, das Viertelfinale des ersten Strachan-Challenge-Events 1994 und das Finale des ersten Strachan-Challenge-Events 1992, das er mit 4:9 gegen Joe Swail verlor. Auf der Weltrangliste konnte er sich bis 1994 auf Rang 73 hocharbeiten.
In den nächsten drei Spielzeiten konnte Mazrocis bei vielen Turnieren erst kurz vor der Hauptrunde starten, nichtsdestotrotz reihten sich nur vereinzelte Erfolge in die Serie früher Niederlagen ein. Bei den meisten Turnieren überstand er nach wie vor nicht die Qualifikation oder schied wenn überhaupt in der ersten Runde der Hauptrunde aus. Nichtsdestotrotz konnte er im Sommer 1995 mit der Qualifikation für die Hauptrunde der Snookerweltmeisterschaft auch so einen Achtungserfolg verbuchen. Mit 3:10 verlor er dort aber deutlich direkt gegen Titelverteidiger und Favorit Stephen Hendry. Kurz zuvor hatte er das Halbfinale des dritten Events der WPBSA Minor Tour 1994/95 erreicht, wo er gleichzeitig auch ein Maximum Break gespielt hatte. Dieses wurde aber nie offiziell vom professionellen Weltverband anerkannt. Im Sommer 1996 stellte er mit einer Viertelfinalteilnahme beim Asian Classic einen persönlichen Rekord für das beste Ergebnis bei einem Ranglistenturnier aus, bevor er im Sommer 1997 erneut die Hauptrunde der Snookerweltmeisterschaft erreichte. Diesmal traf er zum Auftakt auf Peter Ebdon, der im Jahr zuvor noch im WM-Finale gestanden hatte. Vor dem Spiel in den Wettquoten noch als 1:250-Außenseiter gehandelt worden, besiegte Mazrocis Ebdon völlig überraschend mit 10:3. Der bekannte Snooker-Journalist Clive Everton, damals beim Guardian, kommentierte, Mazrocis habe „auf einem guten, aber nicht atemberaubenden Niveau“ gespielt, „aber Ebdon [...] hätte kaum schlechter spielen können“. Kurioserweise trank Mazrocis während des Spiels einige Pinten untergäriges Lagerbier, um seine Nerven zu beruhigen.
Der Irish Independent wertete das Spiel für Mazrocis als die „Partie seines Lebens“, er selbst sah den Sieg über Ebdon damals als „den größten Sieg meiner Karriere“. Phil Yates bezeichnete Mazrocis’ Sieg in der Times als „wohl die größte Überraschung, von der man während der 1990er im Crucible Theatre [dem Spielort der WM-Hauptrunde] Zeuge werden konnte“, der britische Independent sogar als die „größte Überraschung bei der Weltmeisterschaft seit 15 Jahren“ und zog damit Parallelen zum 10:1-Sieg des damals unbekannten Tony Knowles über Titelverteidiger Steve Davis in der ersten Runde der Snookerweltmeisterschaft 1982. Mazrocis traf danach im Achtelfinale auf den Kanadier Alain Robidoux, gegen den er mit 9:13 verlor. Auf der Weltrangliste stand er nun auf Platz 65. Gleichzeitig setzte der Weltverband eine strukturelle Änderung auf der Profitour durch: die eigentliche Profitour („Snooker Main Tour“) wurde auf knapp hundert Spieler begrenzt, alle anderen Spieler mussten auf eine zweitklassige Tour („UK Tour“ bzw. später „Challenge Tour“) ausweichen. Über die Weltrangliste qualifizierten sich sehr wahrscheinlich die Top 64, doch Mazrocis rutschte als 65. irgendwie durch, zumal Mark Flowerdew auf Rang 63 seine Karriere beendete. Mazrocis spielte so auch nach 1997 auf der Main Tour.
In den anschließenden Spielzeiten verschlechterte sich Mazrocis’ grundsätzliche Form langsam; die vereinzelten großen Erfolge wurden weniger und kleiner. Häufig bestanden sie nun darin, überhaupt die Hauptrunde zu erreichen. Das letzte Ausrufezeichen setzte er mit einer Teilnahme an der Runde der letzten 32 der Welsh Open 1998, danach nahmen die Qualifikationsniederlagen immer weiter zu. In der Saison 2000/01 verlor er schließlich bei allen Turnieren vor der Hauptrunde. Auf der Weltrangliste konnte sich Mazrocis zunächst noch eine Saison auf Platz 65 halten, rutschte danach aber langsam ab. Im Jahr 2000 fiel er aus den Top 100 heraus, ein Jahr später stand er nur noch auf Platz 122. Das reichte, vor dem Hintergrund des Fortbestehens der 1997 wieder eingefügten Qualifikationsbeschränkungen, nicht mehr für die Qualifikation für die nächste Saison aus. 2001 verlor der Engländer so nach zehn Saisons am Stück erstmals seinen Profistatus.

### 2001–2009: Auf und Ab zwischen Profi- und Amateurstatus
Bereits früh in seiner Karriere hatte Mazrocis England verlassen und war wegen seiner damaligen Freundin in die Niederlande gezogen. Von daher hatte er in den 1990ern recht erfolgreich ab und an auch an Turnieren des offenen German Open Snooker Rankings (GOSR) teilgenommen. Gemeinsam mit Eddie Manning hatte er dabei 1993 das erste im deutschen Fernsehen gezeigte Snookerspiel absolviert. Zumindest zeitweise kehrte er aber nach Leicester zurück, wo er lange Zeit wohnte. 1997 zog er dauerhaft in die Niederlande. Zunächst lebte er dort in Noordwijk und trainierte in einem Club in Warmond, später wohnte er in Veenendaal. Zumindest 2005 hatte er den A-status der Nederlands Olympisch Comité*Nederlandse Sport Federatie, der begabten Spielern helfen soll, sich mehr auf ihre Sportart zu konzentrieren und ihre Trainingsmöglichkeiten zu verbessern. In der nächsten Saison nahm Mazrocis zunächst an der Challenge Tour 2001/02 teil, wo er das Halbfinale des zweiten Events erreichte, mit Platz 21 auf der Endwertung aber am Ende einen der Qualifikationsplätze verpasste. Zudem nahm er an der Euro Tour 2001/02 teil, einer auf das kontinentale Westeuropa begrenzten Qualifikationsserie. Mazrocis konnte das zweite der vier Events gewinnen, während er bei einem weiteren Event im Finale stand. Am Ende belegte er den zweiten Platz der Endwertung, bevor er auch die Play-offs der Euro Tour gewinnen konnte. Am Ende erhielt er einen Startplatz für die nächste Main-Tour-Saison. Erneut erreichte er aber keine einzige Hauptrunde, sodass er als 115. der Weltrangliste nach nur einem Jahr seinen Profistatus wieder verlor.
Nur wenige Wochen später wurde Mazrocis im September am Auge operiert, um seine zuvor schlechter gewordene Sehkraft wieder zu verbessern. Direkt danach nahm er am ersten Event der Challenge Tour 2003/04 teil, das er direkt gewinnen konnte. Selbst frühe Niederlagen bei den übrigen Events machten keinen Unterschied; Mazrocis belegte am Ende Platz 15 der Gesamtwertung, der ihm erneut die Rückkehr auf die Main Tour, diesmal zur Saison 2004/05, einbrachte. Zwischenzeitlich hatte sich Mazrocis Ende 2003 entschlossen, fortan nicht mehr für England, sondern für die Niederlande antreten zu wollen. Die Änderung kam Ende 2003 oder spätestens Anfang 2004 in Wirkung. Als niederländischer Spieler nahm er so 2004 erstmals an der niederländischen Meisterschaft teil und gewann prompt das Endspiel gegen Rolf de Jong. Als niederländischer Meister erreichte er danach die Finalrunde der Amateurweltmeisterschaft und das Halbfinale der Europameisterschaft. Weitere Erfolge gelangen ihm im Team. Bereits 2003 hatte er gemeinsam mit Jim Spapen das Finale der Doppel-Ausgabe der belgischen Meisterschaft erreicht, ehe sie 2004 den Titel gewannen. Die Niederlande vertrat er auch in internationalen Teamturnieren, unter anderem 2004, 2005 und 2006 bei der  EBSA European Team Championship.
Auf der Main Tour konnte er sich 2004/05 erneut nicht mehr längerfristig etablieren. Diesmal konnte er aus eigener Kraft nicht einmal ein einziges Spiel gewinnen, gegen David Hall bei den Welsh Open siegte er nur wegen dessen kampfloser Aufgabe. Auf der Weltrangliste war er am Saisonende Drittletzter, womit er wieder den Profistatus verlor. Kurz danach glückte ihm dafür die Verteidigung seines niederländischen Meistertitels, im Endspiel besiegte er Gerrit bij de Leij. Einen weiteren Meistertitel gewann er 2007, ebenfalls gegen bij de Leij. 2008 wurde er Vize-Meister im Doppel. Danach nahm der Niederländer verstärkt an diversen Amateurturnieren wie mehreren Ausgaben der Dutch Open, dem Paul Hunter Classic 2008 und verschiedenen internationalen Amateurmeisterschaften teil. Bei vielen Turnieren konnte er recht gute Ergebnisse erzielen und kam in fast allen Fällen zumindest in die Finalrunde. Zu seinen besten Ergebnissen bei solchen Turnieren zählten in der damaligen Zeit Viertelfinalteilnahmen bei der Europameisterschaft 2005, der Amateurweltmeisterschaft 2007 und der Europameisterschaft 2008.
Gleichzeitig versuchte Mazrocis weiterhin, sich für die Profitour zu qualifizieren, zumal er sich als Amateur bei der Snookerweltmeisterschaft 2006 bis in die Phase der Profispieler durchgeschlagen hatte. Die Möglichkeit zur Qualifikation gab es zwar auch über die internationalen Amateurmeisterschaften, an denen er teilnahmen, doch Mazrocis versuchte sich auch bei speziellen Qualifikationsturnieren. So nahm der Niederländer unter anderem an der Pontin’s International Open Series 2006/07 teil, wo er ein Halbfinale und ein weiteres Viertelfinale erreichte, aber als 18. der Gesamtwertung einen der acht Qualifikationsplätze verpasste. 2007 fehlten ihm beim EBSA International Play-Off, einem weiteren Qualifikationsturnier, nur noch zwei Siege zur Main-Tour-Rückkehr, doch er schied im Halbfinale aus. Erst 2008 konnte er sich beim EBSA International Play-Off doch noch mit einem Finalsieg über Lennon Starkey die Rückkehr auf die Profitour sichern. Als Profispieler musste er auf der Main Tour 2008/09 erneut viele Niederlagen einstecken, konnte im Gegensatz zur letzten Profizeit aber sogar wieder einige Spiele gewinnen. Sein bestes Ergebnis war eine Teilnahme an der Runde der letzten 64 bei der Bahrain Championship. Am Saisonende wurde er immerhin auf Platz 91 geführt, was aber erneut nicht für eine Qualifikation für die nächste Saison ausreichte. Wieder verlor er den Profistatus. Sein letztes Profispiel hatte er mit 9:10 gegen den nunmehr als Amateur spielenden Ex-Profi Tony Knowles in der WM-Qualifikation verloren.
Danach versuchte Mazrocis sporadisch noch, sich wieder die Profitour zu qualifizieren. Einen direkten Versuch über die Pontin’s International Open Series 2009/10 gab er bereits nach dem zweiten der acht Events auf. 2013 meldete er sich für ein Event der EBSA Qualifying Tour an, trat letztlich aber nicht an. Knapp zehn Jahre nach seiner letzten Profizeit unternahm er 2018 noch einen erfolglosen Qualifikationsversuch bei der Q School, letztlich gelang ihm aber nie mehr eine Rückkehr auf die Profitour.

### Ab 2009: Weiteres Leben
2009 gewann er ein viertes Mal die niederländische Meisterschaft, erneut gegen Gerrit bij de Leij. Gleichzeitig wurde Mazrocis niederländischer Meister der Senioren (Ü40). Danach zog er sich aber weitgehend auch vom Amateursnooker zurück, repräsentierte später aber offenbar wieder England. Bis in die 2010er erfolgten noch vereinzelte Teilnahmen an niederländischen wie englischen Amateurturnieren. 2013 nahm er nochmal an einem professionellen Turnier, der Kay Suzanne Memorial Cup war allerdings als Teil der Players Tour Championship auch für Amateure zugänglich. Daneben nahm er 2012 und 2013 an der Qualifikation der World Seniors Championship teil, schied aber wie beim Kay Suzanne Memorial Cup früh aus.
Danach arbeitete er unter anderem für einige Zeit als Snookertrainer in Singapur, im Rahmen einer Kampagne des singapurischen Verbandes zur Förderung der Spieler und vor allem zur Vorbereitung auf die Südostasienspiele 2015. Neben Mazrocis als Snookertrainer wurden auch Ralph Eckert als Poolbillardtrainer, Manoj Kothari fürs English Billiards und Allison Fisher als Frauen-Trainerin angeheuert. Mazrocis blieb auch zumindest einige Monate nach den Südostasienspielen 2015 Nationaltrainer des Stadtstaates. Anschließend arbeitete er als Trainer im The Winchester, einem Snookerclub in Wigston, einem Vorort von Leicester. Im Februar 2018 trat er bei zwei Qualifikationsturnieren für das Seniors Masters 2018 und einem für die World Seniors Championship 2018 an. Bei allen diesen Turnieren, die im Rahmen der World Seniors Tour ausgetragen wurden, verlor er im Achtelfinale.

## Spielweise
1990 beschrieb der Journalist Peter Khoo in der singapurischen Straits Times ein Spiel von Mazrocis gegen einen international unbekannten Amateur bei einem kleinen Turnier in Singapur. Zunächst habe er mit seinem Gegner „gespielt“ und versucht, „alles [zu lochen], was in Sichtweite war“. Später habe er sein Spiel „angezogen“, sich Möglichkeiten eröffnet und „gezeigt, warum er der Favorit für die Amateurweltmeisterschaft im nächsten Monat“ sei. Letztlich sei ihm mit dem 3:0-whitewash ein „kolossaler“ Sieg gelungen. Der Autor Elliott West bezeichnet Mazrocis als „Brunnen an Talent“, dessen Spiel sehenswert gewesen sei, der gleichzeitig aber nur langsam in Fahrt kam. Er sei der beste niederländische Snookerspieler jemals, eine Einschätzung, die der Autor und spätere Funktionär Matt Huart auf seinem Pro Snooker Blog teilte. 2005 führte der damalige Pressesprecher der Snooker-Abteilung des Koninklijke Nederlandse Biljartbond aus, dass Mazrocis sich von anderen niederländischen Spielern durch „seine Erfahrung auf hohem Niveau“ unterscheide. So sei er nervenstärker und habe ein gefährlicheres Lochspiel als die vorrangig als Amateure spielenden niederländischen Spieler. Als Mazrocis im Februar 2005 bei einem kleinen Amateurturnier in Emmen ein Maximum Break spielte, war er der erste niederländische Spieler, dem dies gelang.
Lange Zeit hatte Mazrocis Probleme mit den Augen. Da sich seine Sehstärke verschlechterte und er seinen Blick nicht mehr gut auf die Bälle fokussieren konnte, musste er mit einer Brille spielen. Verschiedene Modelle und selbst eine Spezialanfertigung stellten sich als unpraktikabel heraus, auch drei Operationen konnten nicht helfen. Erst eine Laserbehandlung 2005 konnte das Problem längerfristig etwas verbessern, wenngleich Mazrocis bei ungünstigen Lichtverhältnissen auch danach eine Brille benötigte.

## Erfolge
Einzel
| Ausgang         | Jahr | Turnier                                  | Finalgegner        | Ergebnis  |
| --------------- | ---- | ---------------------------------------- | ------------------ | --------- |
| Amateurturniere |      |                                          |                    |           |
| Sieger          | 1987 | Pontins Spring Open                      | Barry Pinches      | 7:2       |
| Zweiter         | 1987 | IBSF U21-Snookerweltmeisterschaft        | Jonathan Birch     | 1:5       |
| Sieger          | 1988 | EBSA-Snookereuropameisterschaft          | Paul Mifsud        | 11:7      |
| Zweiter         | 1990 | English Amateur Championship – South     | Joe Swail          | 4:8       |
| Zweiter         | 1994 | GOSR – Event 6 (Hannover Open)           | Danny Lathouwers   | 2:4       |
| Sieger          | 2001 | Euro Tour 2001/02 – Event 2              | Mario Wehrmann     | 3:2       |
| Zweiter         | 2002 | Euro Tour 2001/02 – Event 4              | Mario Wehrmann     | unbekannt |
| Sieger          | 2002 | Euro Tour 2001/02 – Play-offs            | unbekannt          | unbekannt |
| Sieger          | 2003 | Challenge Tour 2003/04 – Event 1         | Paul Davison       | 6:2       |
| Sieger          | 2004 | Niederländische Snooker-Meisterschaft    | Rolf de Jong       | 5:0       |
| Sieger          | 2005 | Niederländische Snooker-Meisterschaft    | Gerrit bij de Leij | 5:2       |
| Sieger          | 2007 | Niederländische Snooker-Meisterschaft    | Gerrit bij de Leij | 5:4       |
| Sieger          | 2008 | EBSA International Play-Off              | Lennon Starkey     | 4:2       |
| Sieger          | 2009 | Niederländische Snooker-Meisterschaft    | Gerrit bij de Leij | 5:3       |
| Sieger          | 2009 | Niederländische Meisterschaft – Senioren | René Dikstra       | 3:0       |
| Profiturniere   |      |                                          |                    |           |
| Zweiter         | 1992 | Strachan Challenge – Event 1             | Joe Swail          | 4:9       |

Team
| Ausgang | Jahr | Turnier                                        | Teampartner | Gegner im Finale                 | Endstand |
| ------- | ---- | ---------------------------------------------- | ----------- | -------------------------------- | -------- |
| Zweiter | 2003 | Belgische Snooker-Meisterschaft – Doppel       | Jim Spapen  | Peter Vertommen Johan Leenhaerts | 3:4      |
| Sieger  | 2004 | Belgische Snooker-Meisterschaft – Doppel       | Jim Spapen  | Serge Lenaerts Joel Leclercq     | 4:3      |
| Zweiter | 2008 | Niederländische Snooker-Meisterschaft – Doppel | Ram Mankoe  | Lennon Starkey Ton Berkhout      | 1:3      |